# Hochstraße Považská Bystrica
Die Hochstraße Považská Bystrica (slowakisch Estakáda Považská Bystrica, bautechnisch Most 206) ist eine Spannbeton-Autobahnbrücke im Verlauf der Autobahn D1 in der Slowakei. Sie führt bei ihrem 170. Kilometer direkt über die Stadt Považská Bystrica. Sie ist das zentrale Bauwerk des Abschnitts Sverepec–Vrtižer, der nach mehreren Verzögerungen am 31. Mai 2010 eröffnet wurde und entlastete damit die alte Staatsstraße durch die Stadt.
Die Brücke ist eine Kombination der Schrägseil- und Balkenbrücken, die sog. Extradosed-Brücke. Sie ist 968 Meter lang und besteht aus 10 Spannen, wovon die sechs an der zentralen Schrägseilbrücke 122 Meter lang sind und überquert das Stadtgebiet von Považská Bystrica sowie den Fluss Waag am Nordende. Dort wurde die Anschlussstelle „Považská Bystrica-centrum“ zur Anbindung der Stadt an die Autobahn gebaut. Der Überbau trägt zwei Fahrspuren plus Standstreifen je Richtung.
Die Planung der Hochstraße begann 2001, als mehrere Tunnelvarianten um die Stadt wegen hoher Baukosten abgelehnt wurden. Diese Entscheidung stieß aber auf heftigen Widerstand der Bürger, sodass der Baubeginn mehrmals verschoben wurde. Die Klagen, die bis zum obersten Gerichtshof gingen, wurden aber abgelehnt. Der Bau begann im August 2008 und die Brücke wurde im Freivorbau errichtet. Zuerst wurden die sieben Stützen gebaut, anschließend dann der Überbau, der im Januar 2010 fertiggestellt wurde.
Das Design wird von der grün-weißen Lackierung sowie Nachtbeleuchtung ergänzt. Das Bauwerk erhielt zusammen mit dem Bauprojekt Eurovea in Bratislava die Auszeichnung „Bauwerk des Jahres 2010“ (slow. Stavba roka 2010).

## Galerie

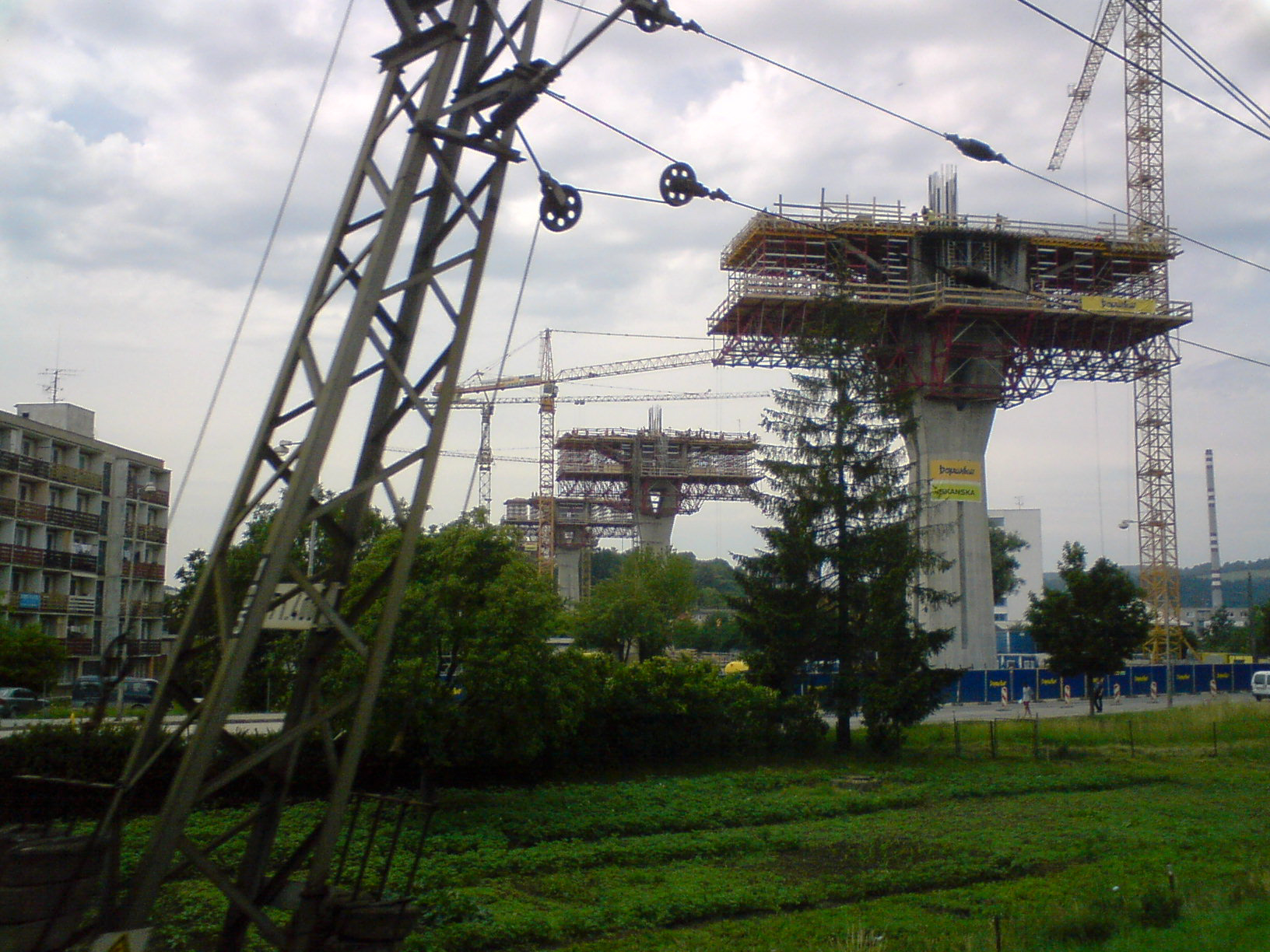
Bau der Brücke, Juni 2009
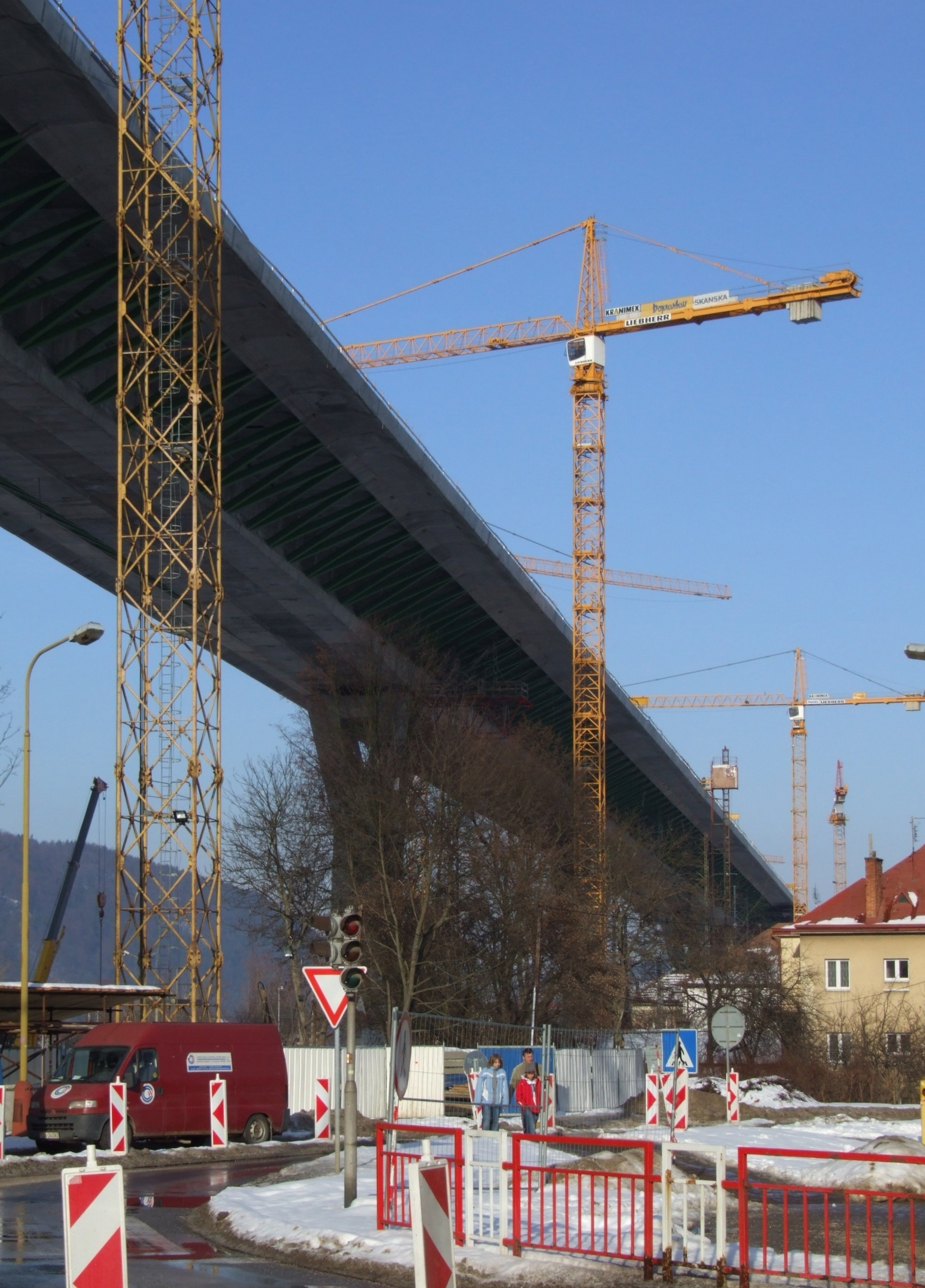
Bau der Brücke, Februar 2010
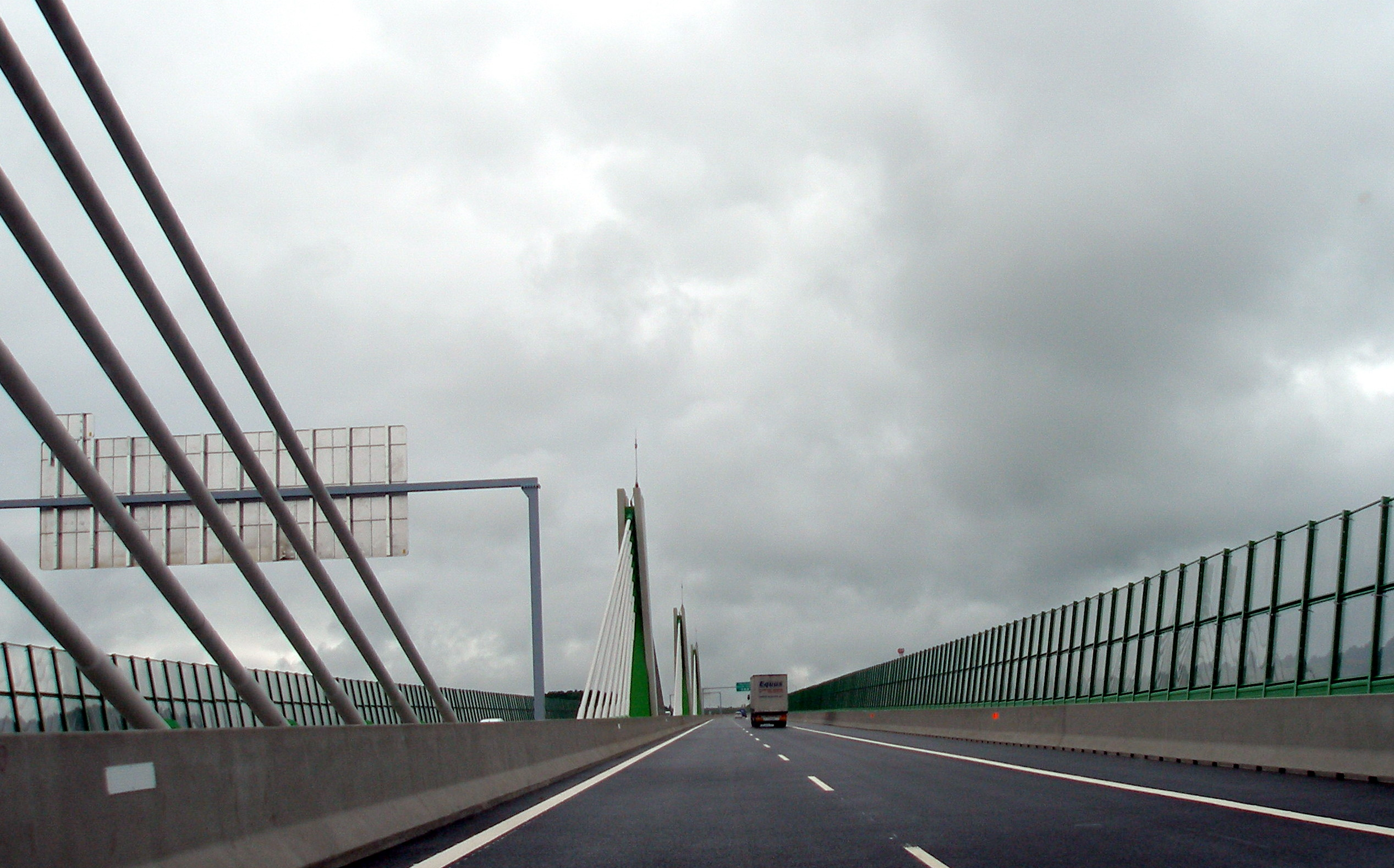
Die Hochstraße auf dem Fahrbahnniveau